# GNU Prolog
GNU Prolog (zkráceně také gprolog) je překladač jazyka prolog s integrovaným debuggerem. Jedná se o svobodný software napsaný v jazyce C a dostupný pod licencemi GNU GPL a GNU LGPL a vyvíjený pro Unixy, Linux, Microsoft Windows i macOS.
Překladač gprolog překládá zdrojový kód nejprve do bajtkódu interpretovatelného Warrenovým abstraktním strojem (WAM) a poté do spustitelného kódu.